# Самозарядные карабины Калашникова
Самозарядные карабины Калашникова — серия опытных карабинов, сконструированных М. Т. Калашниковым в период с 1944 по 1948 годы. Первое оружие Калашникова под промежуточный патрон 7,62 мм и первое, в котором он реализовал систему запирания ствола поворотом затвора, впоследствии применявшуюся во всех автоматах семейства АК, пулемётах ПК, карабинах «Сайга» и «Вепрь». Карабины Калашникова не были приняты на вооружение.

## Конструкция
В конструкции своих карабинов Калашников использовал ряд решений, ранее применённых Джоном Гарандом в винтовке M1. В частности, пачечное заряжание магазина:
Вот тогда-то, когда Сергей Гаврилович уже окончательно доводил свой карабин, взялся и я изготовить такое же оружие своей конструкции под новый патрон образца 1943 года. Работал с интересом, с огромным увлечением. До сих пор помню, как протирал резинкой ватман до дырок, искал свое решение автоматики, крепления и отделения обоймы, размещения рукоятки перезаряжания. Тут-то мне и помог американский конструктор самозарядной винтовки Гаранд. Его опыт, идею подачи патронов в приемное окно карабина и автоматического выбрасывания пустой обоймы после использования последнего патрона я, только в другой вариации, заложил в конструкцию своей автоматики.Калашников М. Т., Записки конструктора-оружейника
Кроме того, сходство имелось в способе запирания ствола поворотом затвора с двумя боевыми упорами, устройстве ударно-спускового механизма, креплении ствольной коробки.

### Самозарядный карабин 1944—1945 годов
Также известен как самозарядный карабин Калашникова и Петрова (СККП).
Автоматика работала по принципу отвода части пороховых газов через отверстие в стенке ствола с коротким ходом газового поршня. Рукоятка взведения выполнена таким образом, что ей можно пользоваться правой или левой рукой. Ударно-спусковой механизм (УСМ) куркового типа, допускал ведение только одиночного огня. Крышка ствольной коробки фиксировалась выступом штока возвратного механизма (это решение впоследствии перешло на автоматы Калашникова)
Боепитание осуществлялось из неотъёмного магазина, снаряжаемого пачками на 10 патронов. После израсходования всех патронов пачка автоматически выбрасывалась из магазина. Была реализована возможность принудительного извлечения пачки до израсходования всех патронов.
Прицельные приспособления — механические, состояли из регулируемой мушки и секторного прицела, размеченного от 100 до 900 м.
Карабин был оснащён складным игольчатым штыком.

### Самозарядный карабин 1946 года
Конструкция в целом повторяет карабин 1944 года, за исключением ствола меньшей длины, иного устройства магазина и УСМ. Была удалена рукоятка взведения с левой стороны затворной рамы.

### Самозарядные карабины 1948 года
В этих карабинах Калашников отказался от пачечного заряжания в пользу заряжания из обойм. Кроме того, была изменена форма ложи, конструкция УСМ (разработан по схеме винтовки ZH-29), предохранителя, газовой камеры и ствольной накладки, ствол укорочен на 40 мм, прицел упрощён, прицельная дальность уменьшена до 800 м.
Были созданы два варианта: первый является основным, его газовый двигатель имел нормальное расположение на стволе. Газовый двигатель второго карабина сдвинут назад к казённой части ствола. Кроме того, карабины различались формой ложи. Первый вариант карабина был изготовлен в исполнениях с игольчатым и клинковым штыком.

## Комментарии
1. ↑  В источниках приводятся различные даты создания конкретных вариантов карабина. В статье даны по книге «Стрелковое оружие Калашникова. Справочное издание» (2021, глав. ред. Е. М. Калашникова)
2. ↑  Здесь имеется в виду патронная пачка
3. ↑  Конструкция запирающего узла Калашникова не является копией схемы Гаранда[5][6][7]